# Rivadavia-klass
Rivadavia-klass var en klass argentinska slagskepp, omfattande två fartyg: Rivadavia och Moreno.
1908 fick Argentina information om att två dreadnoughts höll på att byggas i Storbritannien på beställning av Brasilien. Det ledde till att den argentinska regeringen antog ett program för beställning av två dreadnoughts (tre om Brasilien skulle beställa ytterligare ett fartyg), sex jagare och tolv torpedfartyg. Fartygen kom att låna egenskaper från olika länders flottor. För- och aktertornen låg linjärt överhöjda som hos som den amerikanska flottan medan midskeppstornen låg diagonalt förskjutna i sidled som hos de brittiska och tyska flottorna. Bepansringen kopierade den brukliga hos brittiska flottan medan propellermaskineriet liknade det hos det italienska slagskeppet Dante Alighieri. Man förvissade sig noga om att överträffa de brasilianska fartygen Minas Gerais och Sao Paulo i såväl eldkraft, pansar och fart. Rivadavia kom att byggas vid Fore Rivers varv i Quincy, Massachusetts. Hon kölsträcktes i oktober 1910, sjösattes i augusti 1911 och levererades till argentinska flottan i augusti 1914. Moreno kom att byggas av New York Shipbuilding Company i Camden, New Jersey. Hon kölsträcktes i juli 1911, sjösattes i september 1911 och levererades till argentinska flottan i januari 1915.
Under sin tjänstgöring genomgick fartygen endast en omfattande modernisering. 1924-1926 byttes turbinångmaskinerna ut mot modernare med högre effekt. Samtidigt erhöll fartygen ett nytt eldledningssystem, de mindre 102 mm pjäserna ersattes av 76 mm luftvärnspjäser.
Inget av fartygen kom att delta i strid. Som Argentinas största örlogsfartyg deltog de ofta som flaggskepp vid olika festligheter. 1948 kom Rivadavia att förtöjas för gott, 1952 avrustades fartyget och 1 februari 1957 ströks hon hur flottans rullor. I maj 1957 såldes hon till Italien för skrotning. Moreno förtöjdes för gott 1949 och användes under en tid som logementsfartyg. Under revolutionen 1955 fungerade hon som flytande fängelse. Moreno ströks ur rullorna 1 oktober 1956 och i januari 1957 såldes hon som skrot till ett amerikanskt företag, som sedan sålde henne vidare till Japan dit hon anlände för upphuggning i juni 1957.